# Porträt des Ohm Friedrich Corinth
Das Porträt des Ohm Friedrich Corinth ist ein Ölgemälde des deutschen Malers Lovis Corinth. Es ist als Hochformat auf Leinwand ausgeführt und hat die Maße 98 × 79 Zentimeter. Das Porträt seines Ohm entstand 1900 bei einem Besuch des Künstlers bei seinem Onkel in Moterau (heute Sabarje) in Ostpreußen. Es befand sich bis 1987 im Besitz der Familie Corinth, zuletzt bei Wilhelmine Corinth in New York City. Danach wurde es von der deutschen Bundesregierung für das neu gegründete Ostpreußische Landesmuseum in Lüneburg angekauft, in dessen Sammlung es sich bis heute befindet.

## Bildbeschreibung
Das Gemälde zeigt Friedrich Corinth, den Onkel des Künstlers, in dessen Wohnzimmer auf einem Holzstuhl sitzend. Er ist in einen braunen Morgenrock gekleidet und sitzt im Gegenlicht vor einem geöffneten und hell erleuchteten Fenster. Der rechte Arm hängt nach unten, der linke liegt auf dem linken Oberschenkel und schließt die Körperform. Das Licht des Fensters teilt den Raum in eine helle linke und eine dunklere rechte Seite, wodurch vor allem das Gesicht und die linke Hand hervorgehoben und die Haltung auf dem Stuhl betont wird. Der Körper ist vom grauen Rock verhüllt, Konturen werden „im Vagen“ gehalten. Das Gesicht ist dem Betrachter und dem Maler zugewandt, die hell-blauen Augen sind geöffnet und schauen den Maler und Betrachter direkt an. Es ist vom dichten grauen Kopfhaar und dem kräftigen Backenbart umrahmt, der das Kinn frei lässt. Auch Charlotte Berend-Corinth erwähnt in ihrem Werkverzeichnis die leuchtend hell-blauen Augen und das üppige dunkelgraue Haupthaar.

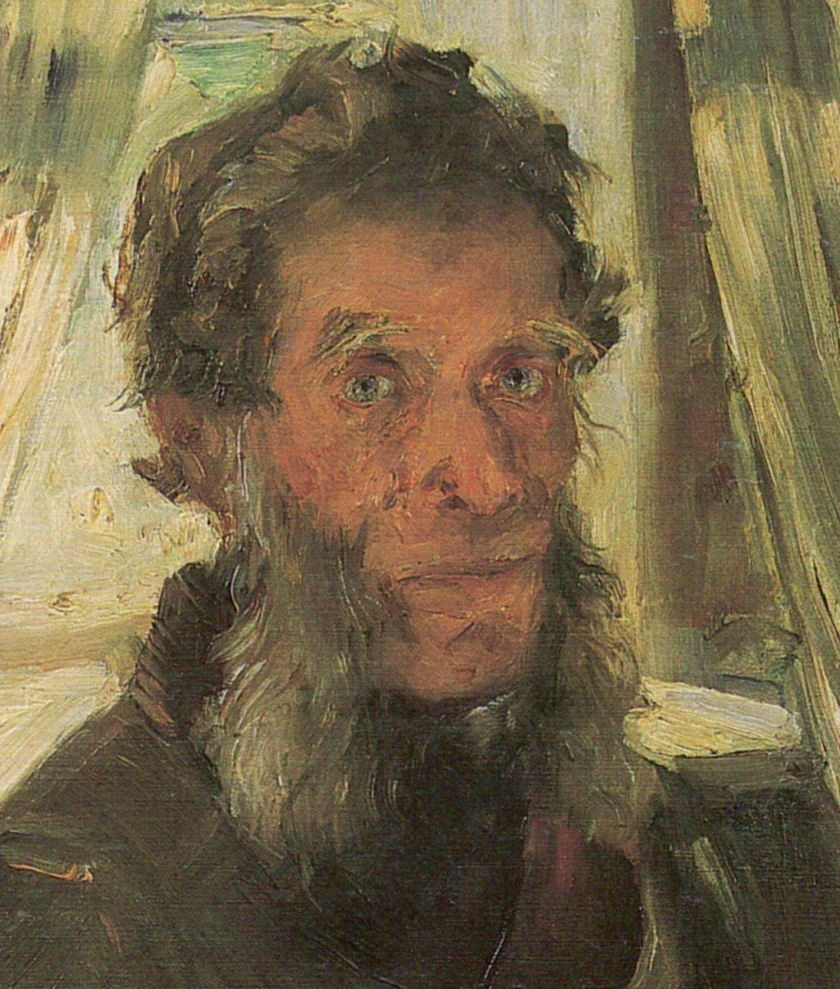
Detailausschnitt Kopf

Die Möblierung des Zimmers ist nur undeutlich zu erkennen. Rechts neben dem Holzstuhl befindet sich eine hüfthohe Kommode oder ein Tisch, das helle Fenster hinter dem Onkel endet in etwa gleicher Höhe mit einer Fensterbank und wird von hellen Gardinen gesäumt, die nach Charlotte Berend-Corinth „in hellem Gelb“ gemalt sind. An der Wand links des Porträtierten befindet sich ein Bild, auf dem eine stehende Person vor einem See zu erkennen ist. Am oberen rechten Rand ist das Bild mehrzeilig signiert und beschriftet mit „Mein Ohm 78 J. a Moterau bei Tapiau Juli 1900 Lovis Corinth“.

## Deutung
Die Kunsthistorikerin Andrea Bärnreuther deutet die Nutzung des Gegenlichtes und die damit nur undeutlich erkennbare Gestalt des Onkels als „die Würde der Person achtende Zurückhaltung des Bildes“ [und Künstlers], der dem Porträtierten „das Geheimnis des Lebens [beläßt], das sich der festlegenden Bestimmung entzieht“. Sie resümiert weiter: „In der ruhigen Gelassenheit dessen, der auf den Tod wartet, wendet der Ohm sein Gesicht mit weit geöffneten Augen und leicht geöffnetem Mund dem Betrachter zu. Es ist der Blick eines Menschen, der sein Leben gelebt hat – der Blick eines Lebens auf Abruf.“
Bärnreuther führt weiter aus, dass Corinth „mit der Einbeziehung des Interieurs in die Darstellung“ den Blick öffnet „über die geistig-körperliche Erscheinung des alt gewordenen Mannes hinaus in die Abgeschlossenheit seiner begrenzten häuslichen Sphäre, die den Dargestellten am Rande der Gesellschaft zeigt.“ Diese Gesellschaft beschreibt sie als „im Wandel begriffen“, die „den Kult der Jugend“ durch „den Zerfall der alten Ordnungen“ kommen sieht. Sie bezieht das Bild auf das zwei Jahre später von Corinth gemalte Porträt des Dichters Peter Hille. Mit beiden gelingt Corinth „mit der Auffassung des Porträts als Gestus im gesellschaftlichen Raum der Vorstoß in die Darstellung sozialer Existenz“.
Sabine Fehlemann, die ehemaligen Direktorin des Von der Heydt-Museums in Wuppertal, stellte das Bild in den Kontext der künstlerischen Entwicklung Corinths. Gemeinsam mit den Bildern Porträt der Mutter Rosenhagen und Die Geigenspielerin, auf dem er mit Margarete Marschalk die spätere Ehefrau Gerhart Hauptmanns porträtierte, zeigt für sie das Porträt des Ohm Friedrich Corinth wie er „auch im Porträt die feste akademische Form der Gestaltung immer mehr verläßt, um Stimmung und Atmosphäre mehr und mehr einfließen zu lassen.“

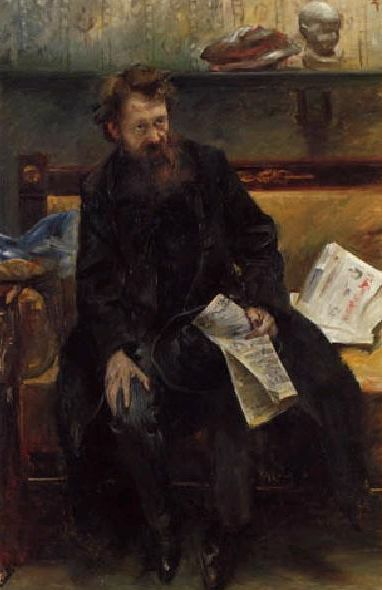
Porträt des Dichters Peter Hille, 1902
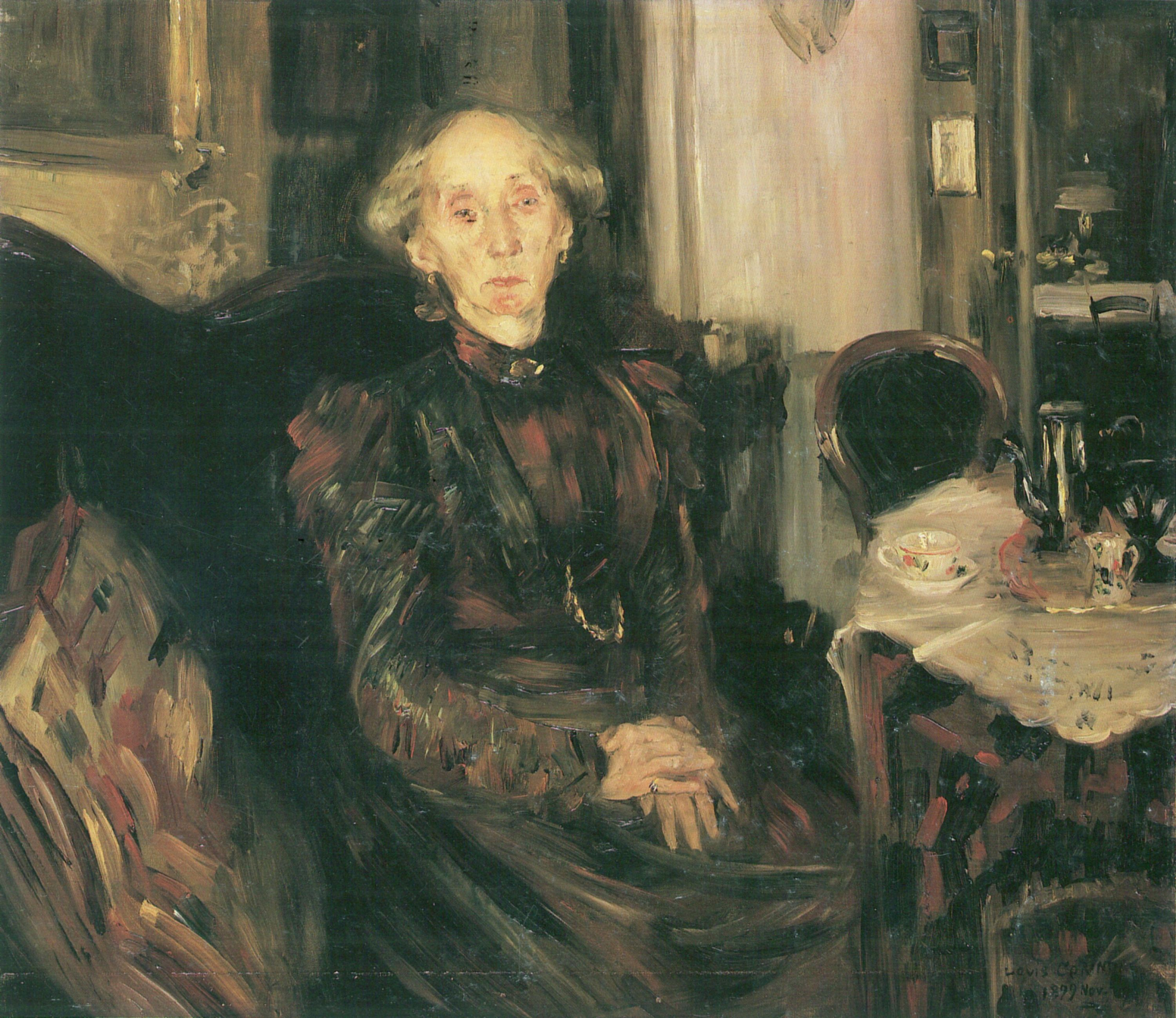
Porträt der Mutter Rosenhagen, 1899
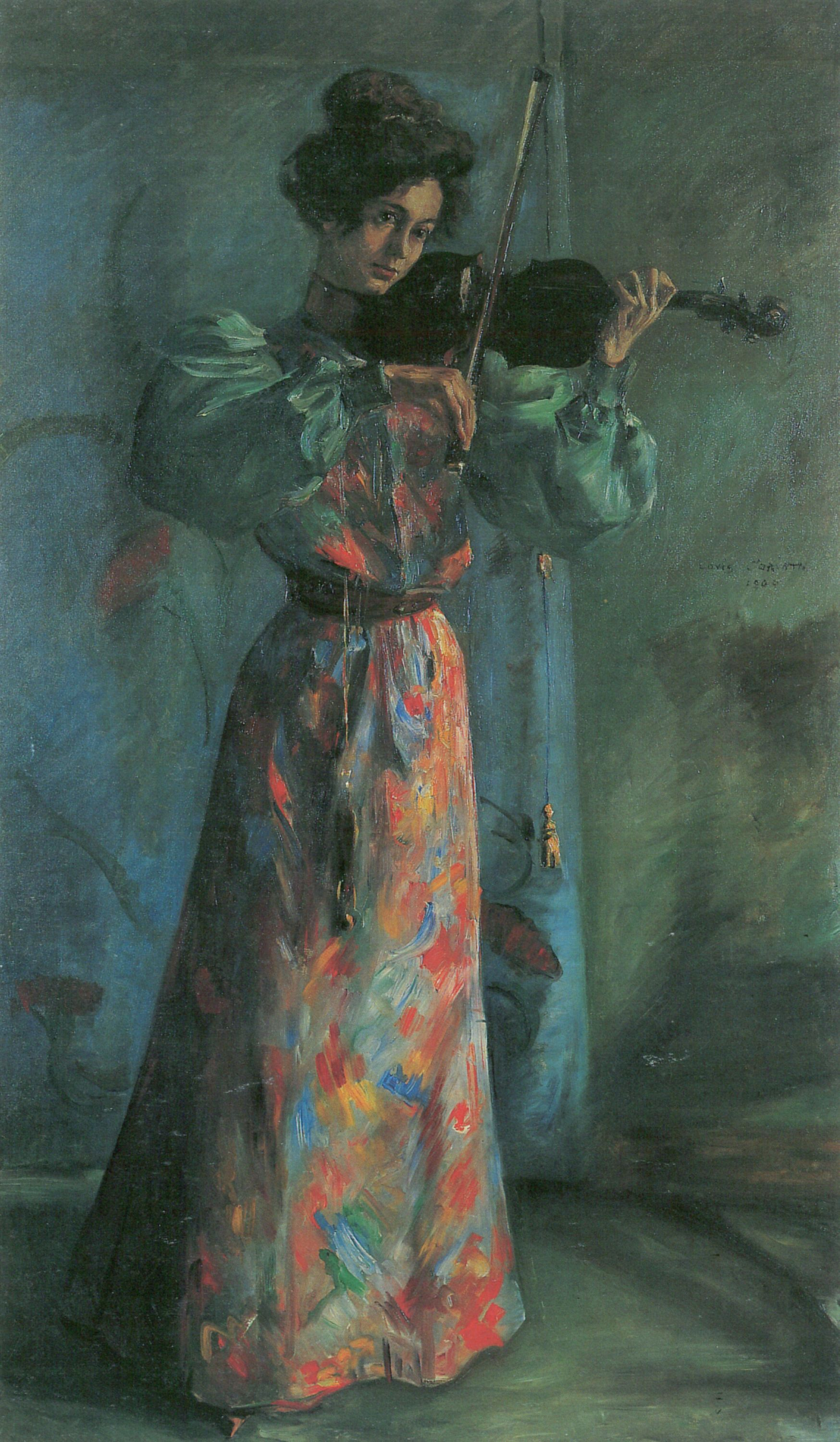
Die Geigenspielerin, 1900

## Hintergrund und Entstehung

### Der Onkel und die Tante in Moterau
Das Porträt des Ohm Friedrich Corinth malte Lovis Corinth während eines Aufenthalts bei seinem Onkel im Juli 1900. Lovis Corinth entstammte einer landwirtschaftlich geprägten Familie in Tapiau in Ostpreußen, dem heutigen Gwardeisk. Sein Vater war Landwirt und durch Heirat mit seiner Mutter, einer Witwe, auch Gerber des Ortes. Die Verwandtschaft Corinths lebte in den umliegenden Dörfern. Auch der Onkel Friedrich Corinth war Landwirt und lebte in Moterau (heute Sabarje). Lovis Corinth besuchte sie regelmäßig und beschrieb sie auch in seinen Kindheitserinnerungen als Anekdote zu den Besuchen an hohen Feiertagen:

„Zu hohen Feiertagen kamen unsere nächsten Verwandten, der Ohm und die Tante aus Moterau, regelmäßig zum Besuch und zum Kirchgang. Es war für mich immer ein spaßhafter Vormittag: alle Welt machte sich zum Kirchgang schön. Mein Vater stand vor dem Spiegel, das Gesicht eingeseift, und rasierte sich. Dieses zu beobachten, machte mir einen Heidenspaß. Bald zog er die Lippe lang und wandte sich dem Lichte zu, indem er die Stoppeln abkratzte, bald rundete er die eine Backe, daß das Messer darüber gleichmäßiger hinglitt. Der Ohm hatte das nicht nötig, denn er trug einen Vollbart. Zu dieser Zeit nahmen sie auch die Gelegenheit wahr, sich gegenseitig die Haare zu schneiden. Die semmelblonden Haare lagen nach dem mühseligen Geschäft über dem Fußboden, als wenn viele Simsons ihre Locken hatten lassen müssen. Nach der Kirche wurde dann ein besseres Essen aufgetragen mit einer Zinnkanne Braunbier, wobei die Predigt scharf durchgehechelt wurde und fast kein gutes Haar an dem Pfarrer blieb. Gegen Abend nahm man voneinander mit Kuß und Handschlag Abschied. Der Besuch stieg in den Wagen, und lange sah man ihm noch nach, bis das Fuhrwerk hinter dem Blumengarten und hinter Klafts Berg verschwunden war.“

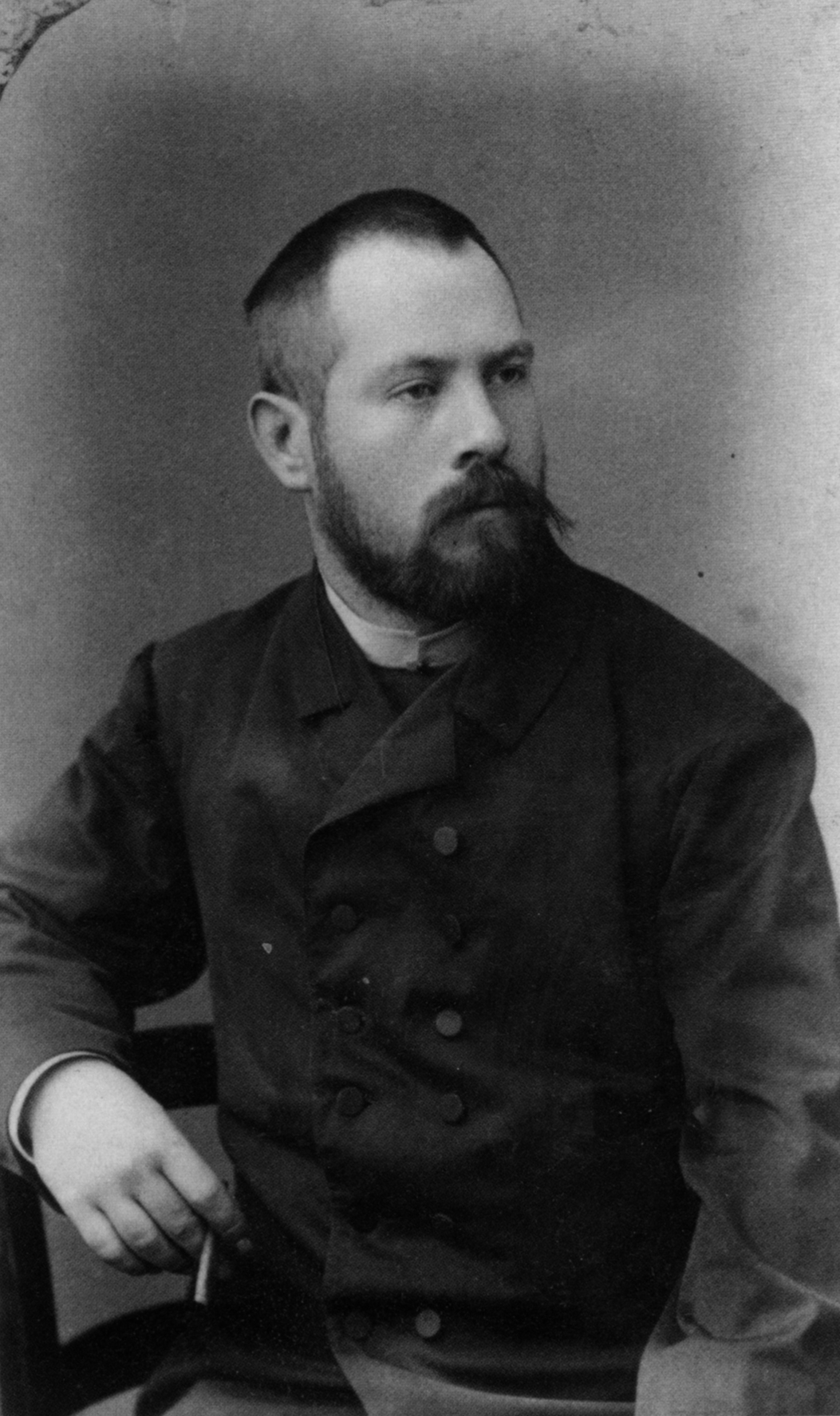
Fotografie von Lovis Corinth, 1887

Corinth porträtierte seinen Onkel und seine Tante 1880 bereits in zwei seiner frühesten Ölskizzen als Porträt des Ohm in Moterau und Porträt der Tante in Moterau. Er begann 1876 seine künstlerische Ausbildung an der Königlichen Kunstakademie in Königsberg, dem heutigen Kaliningrad, und blieb dort bis 1880, als er auf Empfehlung seiner Lehrer nach München ging. Die beiden Bilder mit einem Format von jeweils 42 cm × 32 cm verblieben nach Fertigstellung bei den Verwandten in Moterau und wurden später an einen R. Stange in Heiligenbeil, heute Mamonowo, weitergegeben. Der spätere und heutige Verbleib beider Porträts ist unbekannt. Der Kunsthistoriker Alfred Kuhn veröffentlichte in seiner Corinth-Monografie von 1925 eine Bleistiftzeichnung aus dem Jahr 1879, die die Tante, den Ohm und einen „Otto“ in Moterau zeigen. Aus dem gleichen Jahr stammen Zeichnungen der Ställe und der Küche auf dem Hof seines Onkels. Charlotte Berend-Corinth notierte in ihrem Werkverzeichnis Lovis Corinth: Die Gemälde, dass diese beiden Bilder die ersten Arbeiten Corinths waren, die sie gemeinsam mit dem Künstler notiert hatte. Sie verweist zudem darauf, dass es sich um den gleichen Onkel handelt, der auch im Porträt des Ohm Friedrich Corinth von Lovis Corinth porträtiert wurde.

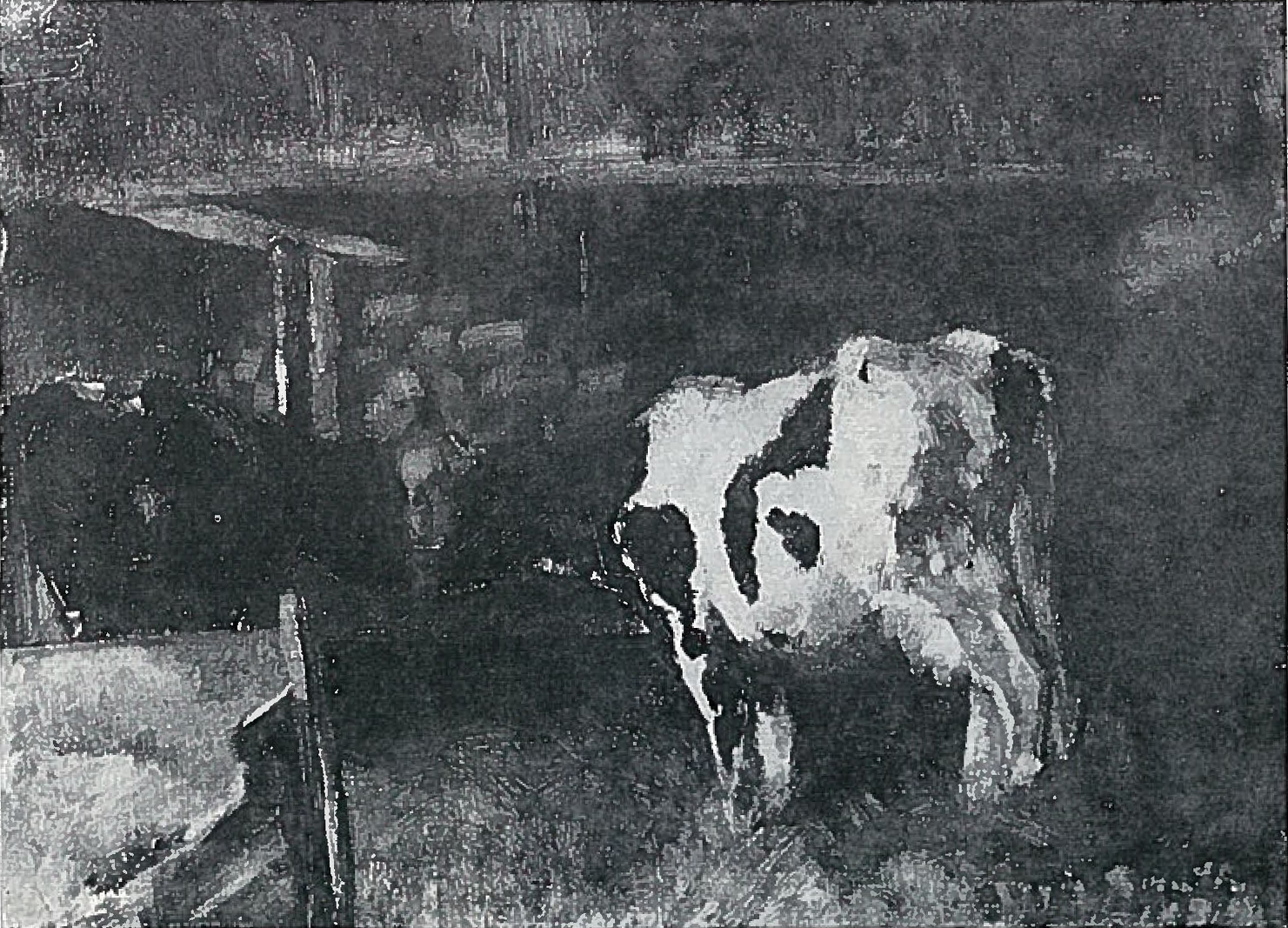
Kuhstall, Ölgemälde von 1879
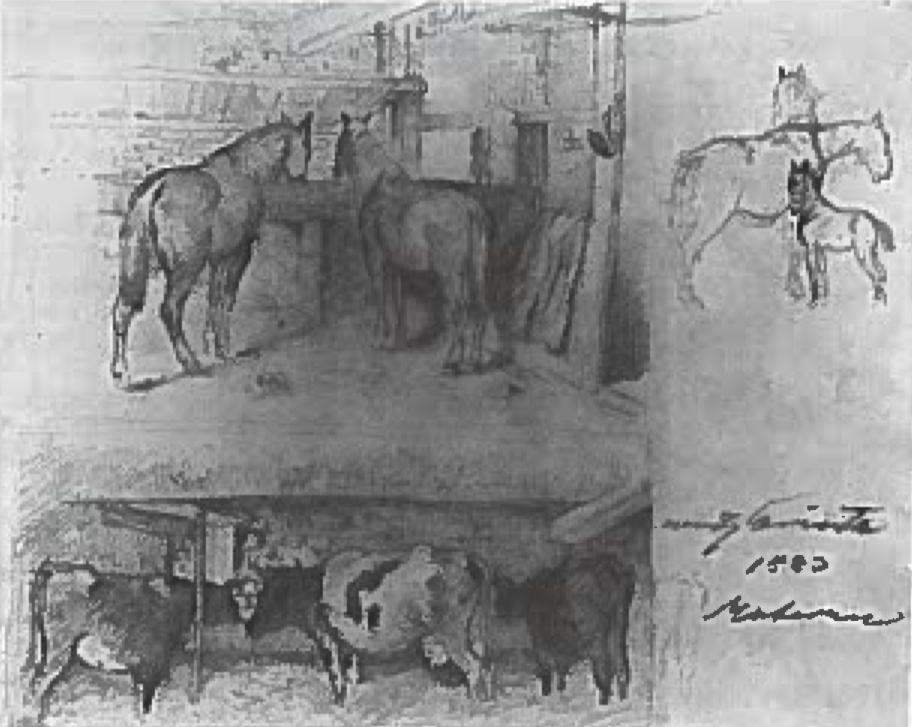
Die Ställe (Interieur), Zeichnung von 1879
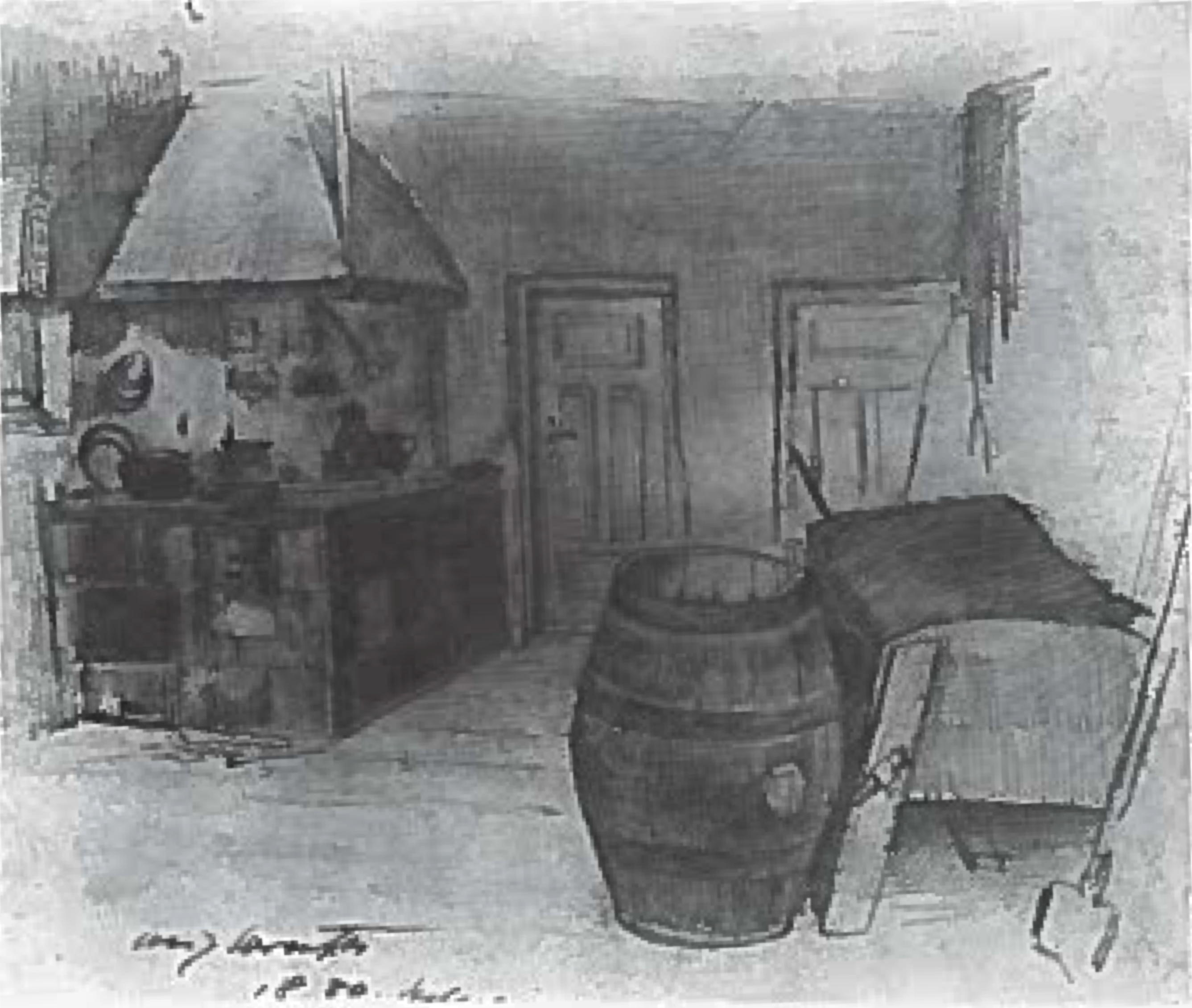
Die Küche (Interieur), Zeichnung von 1879
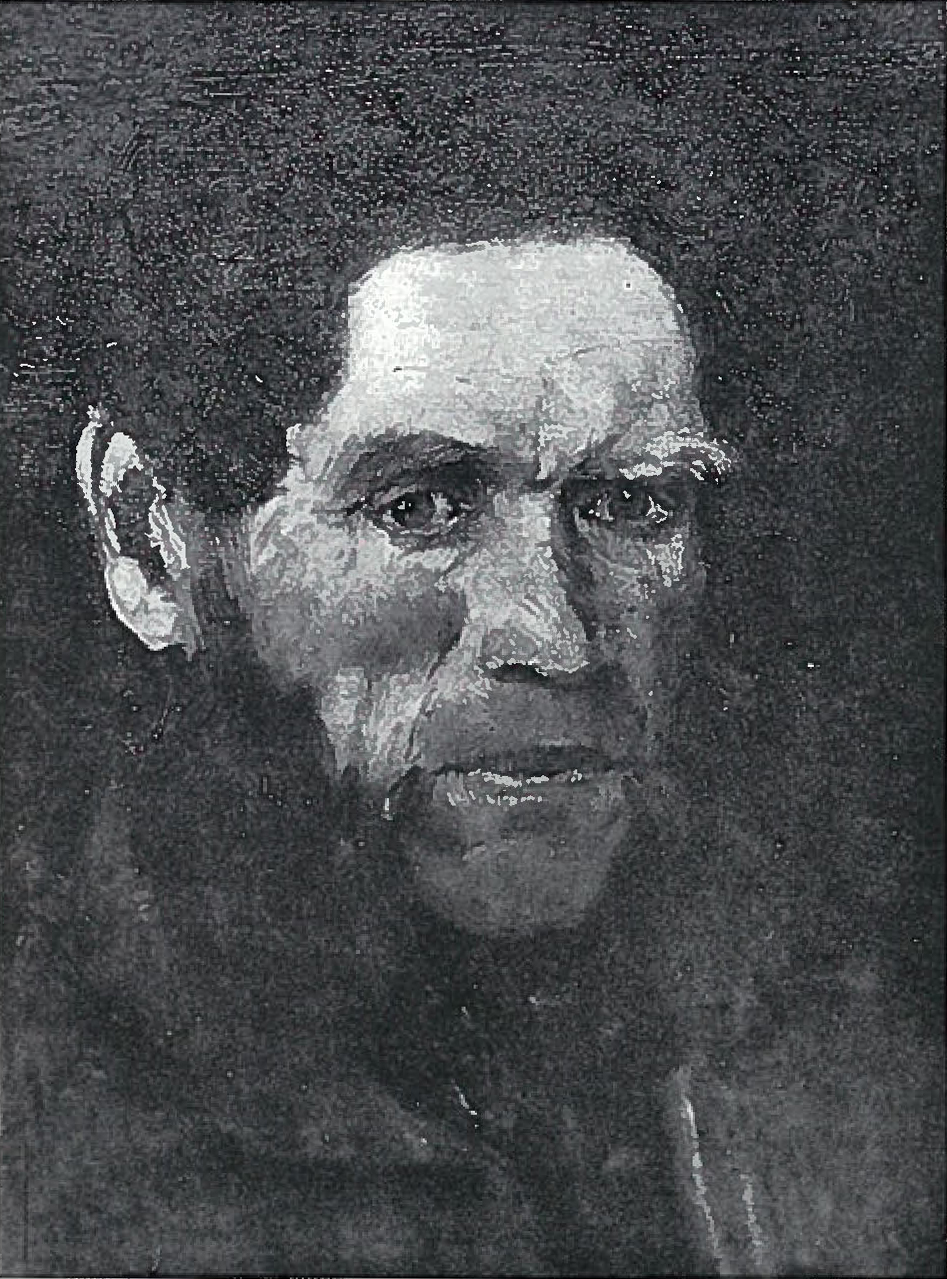
Porträt des Ohm in Moterau, Ölgemälde von 1880
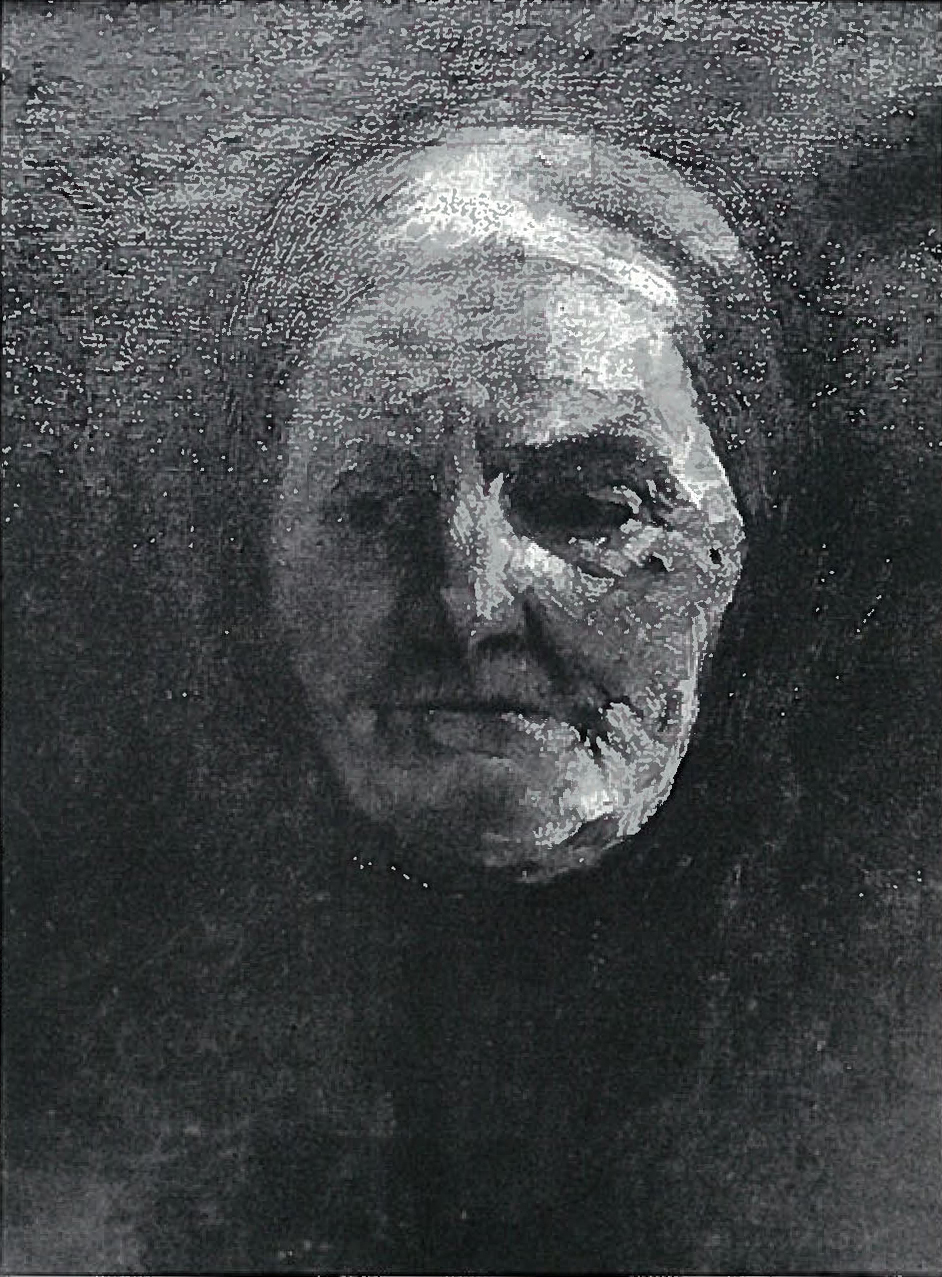
Porträt der Tante in Moterau, Ölgemälde von 1880

### Zeitliche Einordnung in das Werk Corinths

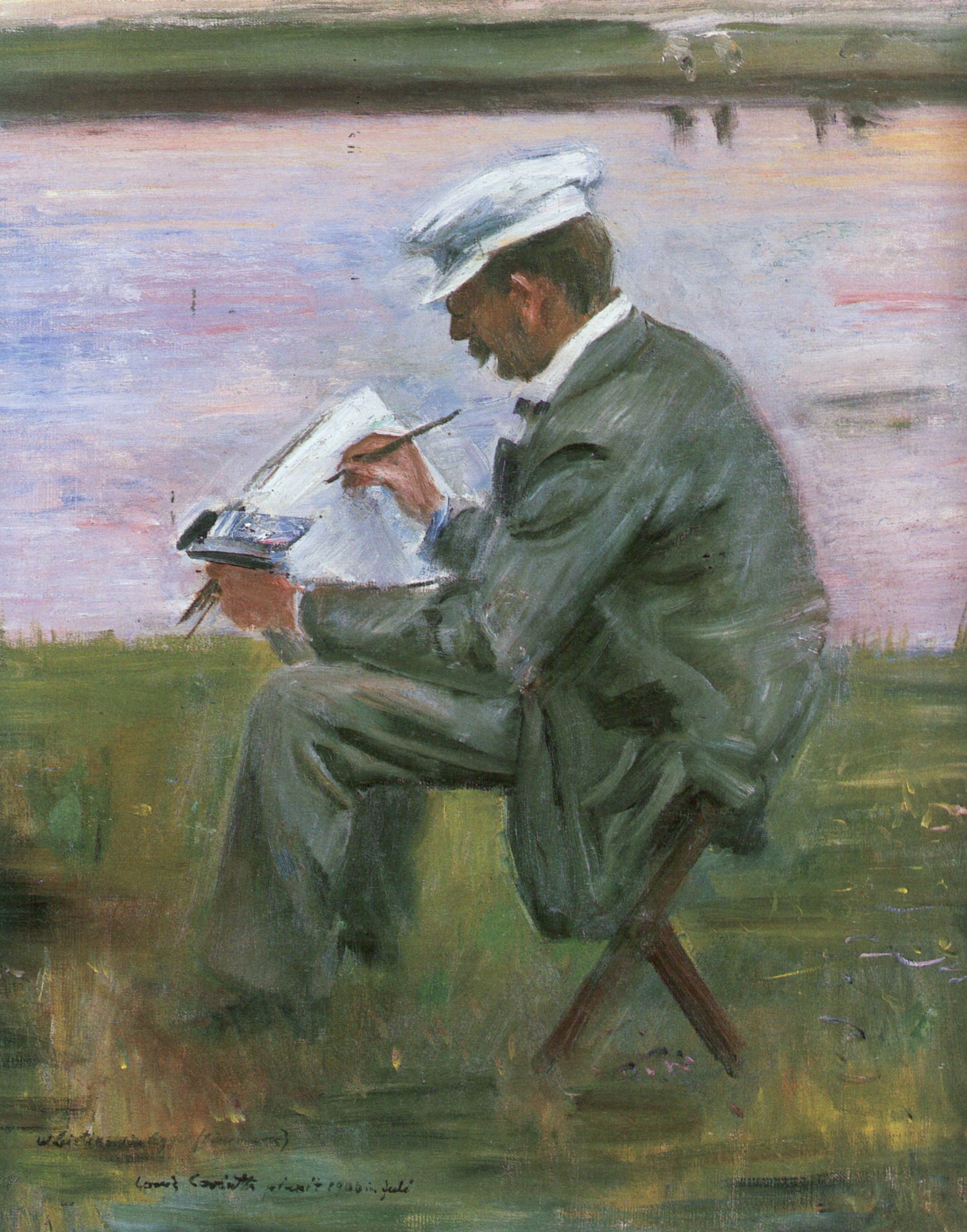
Porträt des Malers Walter Leistikow, 1900

Zur Zeit der Entstehung des Bildes befand sich das Leben von Lovis Corinth im Umbruch. Seit dem Beginn seines Studiums in München versuchte er, in der Münchner Kunstszene Anerkennung zu erlangen, konnte sich dort jedoch nur schwer etablieren. Zum Ende der 1890er Jahre intensivierte er seine Kontakte zu den Malern Walter Leistikow und Ernst Liebermann in Berlin, die dort 1898 die Berliner Secession gründeten und starkes Interesse an einer Beteiligung Corinths zeigten. Zur Zeit der Entstehung des Bildes befand sich Corinth auf einer Reise in Königsberg und Umgebung, nachdem er vorher einige Zeit auf dem Gut Schulzendorf in Brandenburg als Logiergast der Familie von Richard Israel verbrachte und sich dort auch mit Leistikow traf. Direkt an die Königsberg-Reise schloss sich eine gemeinsame Reise mit Leistikow nach Dänemark an.
1900 malte Corinth mehrere Porträts, darunter auch eines seiner bekannten Selbstporträts. Unter den Porträtierten dieser Zeit finden sich vor allem Künstler und Schriftsteller aus dem Umfeld Corinths in München und Berlin, darunter Eduard Graf von Keyserling, Gerhart Hauptmann und Walter Leistikow.

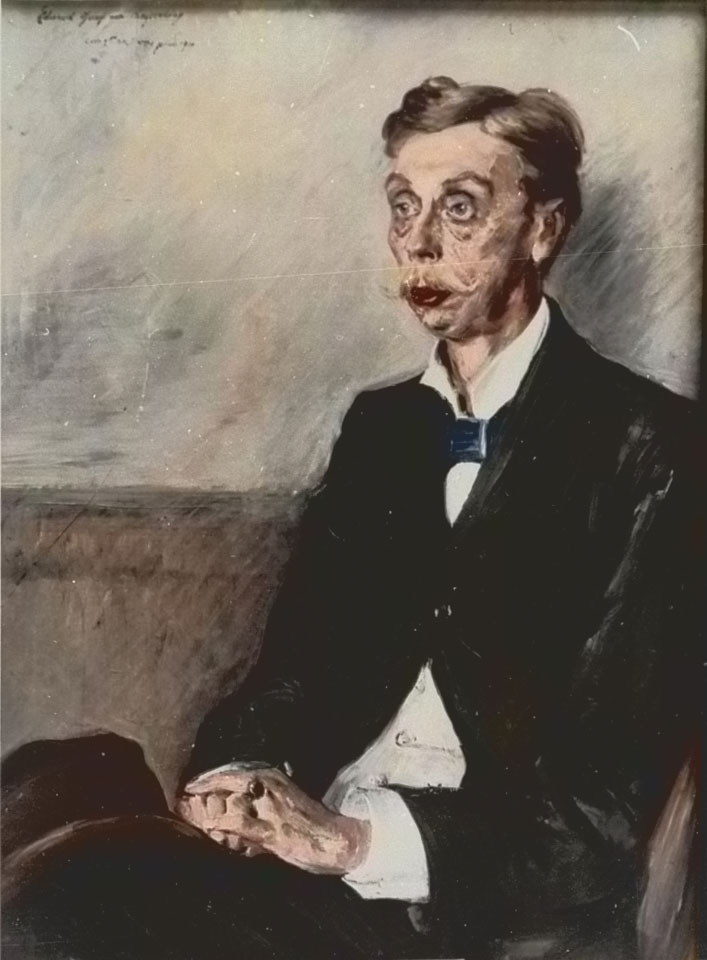
Porträt Eduard Graf von Keyserling, 1900
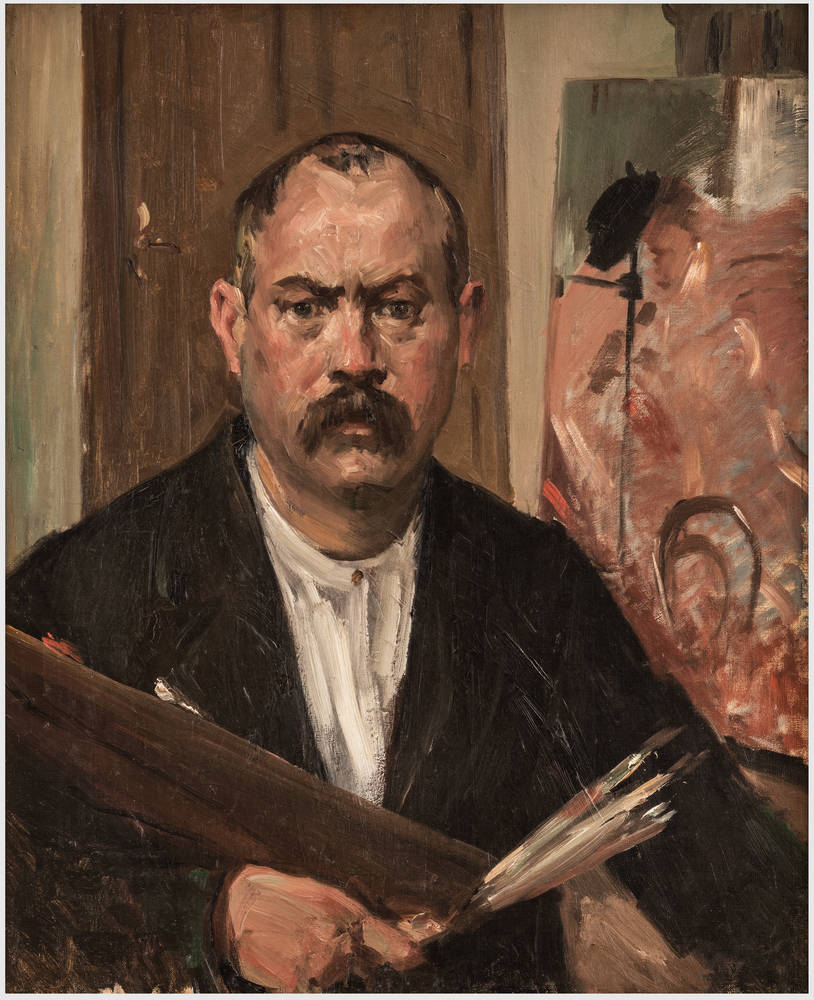
Selbstporträt ohne Kragen, 1900
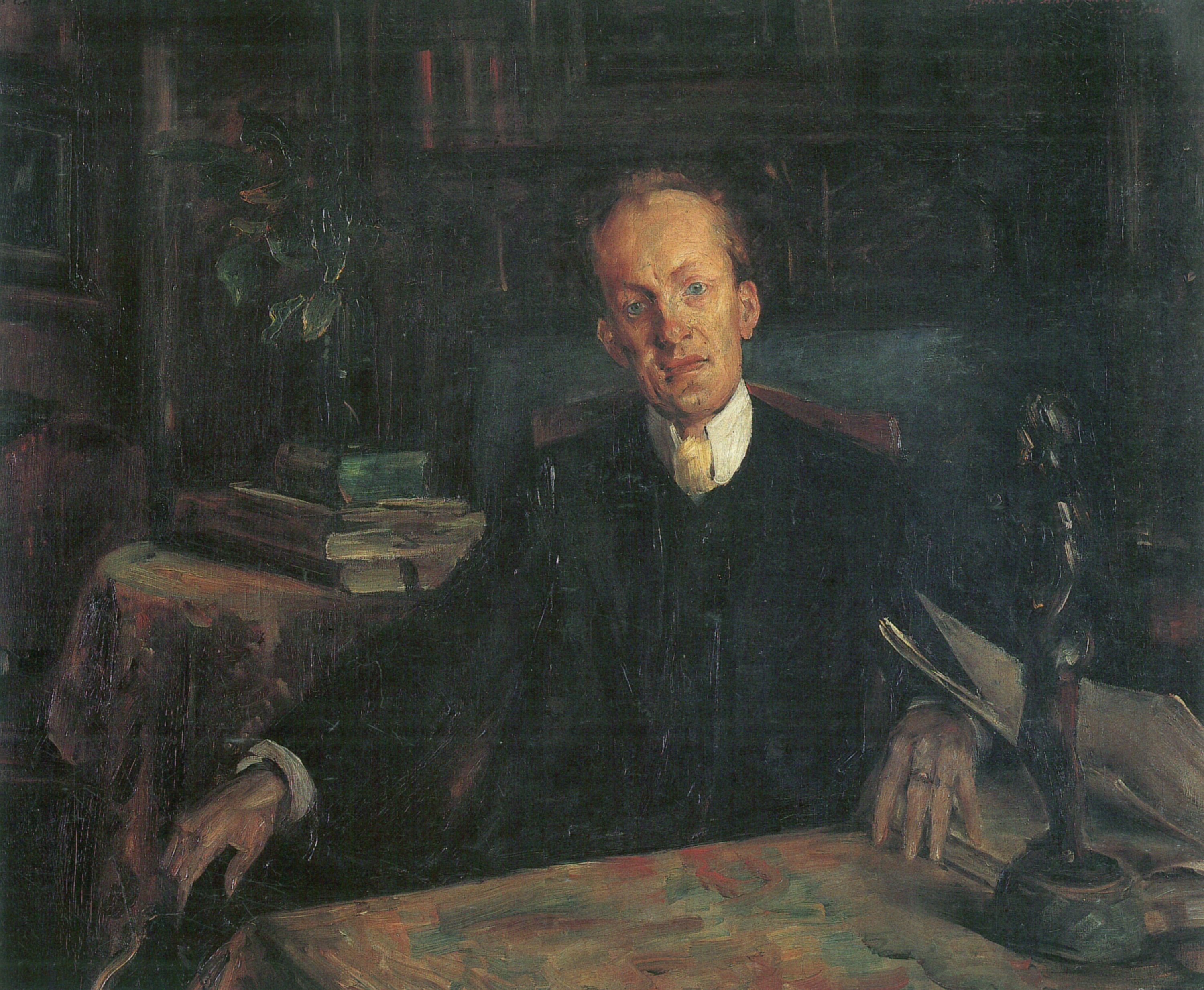
Porträt Gerhart Hauptmann, 1900

Als 1900 das von Corinth gemalte Bild Salome für die Ausstellung der Münchener Secession abgelehnt wurde, beschloss Corinth enttäuscht, nach Berlin zu gehen. Leistikow bat ihn, die Salome für die Ausstellung der Berliner Secession zur Verfügung zu stellen, und es wurde ein sehr großer Erfolg. Im Herbst des Jahres bekam er eine Einzelausstellung bei Paul Cassirer, und er war regelmäßiger Gast bei Gerhart Hauptmann. In dem Jahr pendelte er entsprechend regelmäßig zwischen Berlin und München und mietete sich ein provisorisches Atelier, im Herbst 1901 siedelte er vollständig nach Berlin über.

## Provenienz und Ausstellungen
Das Porträt des Ohm Friedrich Corinth verblieb nach der Fertigstellung im Privatbesitz von Lovis Corinth, aus dessen Nachlass es in den Besitz seiner Familie und später seiner Tochter Wilhelmine Corinth, später Wilhelmine Corinth-Klopfer, kam. Es ist möglich, dass sich das Bild erst im Besitz von Charlotte Berend-Corinth befand, die es nach New York brachte, bevor sie es an ihre Tochter weitergab. 1987 kaufte die Regierung der Bundesrepublik Deutschland das Bild zusammen mit dem Bild Kuhstall direkt bei Wilhelmine Corinth-Klopfer für das Ostpreußische Landesmuseum in Lüneburg (Inventarnummer 8084/87, acqu. 1987).
Das Porträt wurde auf zahlreichen Ausstellungen gezeigt, beginnend mit der Ausstellung der Berliner Secession 1913 in Berlin. Im gleichen Jahr war das Bild auch in einer Kunstausstellung in Düsseldorf zu sehen. 1918 zeigte Corinth das Bild erneut bei der Berliner Secession und 1923 in der dortigen Nationalgalerie. Corinth starb 1925; im Folgejahr wurde das Porträt beim Kunstverein Chemnitz, dem Kunstverein Frankfurt, dem Kunstverein Kassel, dem Nassauischen Kunstverein in Wiesbaden sowie erneut in der Nationalgalerie ausgestellt. Weitere Ausstellungen mit dem Porträt fanden 1927 beim Sächsischen Kunstverein in Dresden und 1929 bei der Neuen Secession in München und beim Hagenbund in Wien statt. 1936 zeigte die Kunsthalle Basel das Bild zum vorerst letzten Mal im deutschsprachigen Raum.
Zwischen 1950 und 1952 war das Bild Teil einer Wanderausstellung der Werke Corinths in zahlreichen Museen der Vereinigten Staaten und Kanada. 1956 und 1958 zeigte das Volkswagenwerk Wolfsburg das Bild erstmals wieder in Deutschland: im Rahmen der Ausstellung Deutsche Malerei und der Gedächtnisausstellung zur Feier des 100. Geburtstages Corinths. 1958 bis 1959 veranstalteten die Kunsthalle Basel, der Kunstverein Hannover und die Städtische Galerie München sowie die Tate Gallery in London Gedächtnisausstellungen mit dem Bild. 1964 zeigte es die Gallery of Modern Art in New York, 1967 der Badische Kunstverein in Karlsruhe, 1976 das Indianapolis Museum of Art und 1979 die Dixon Gallery in Memphis. 1985 war das Bild im Museum Folkwang in Essen zu sehen, bevor es 1987 in den Besitz des Ostpreußischen Landesmuseums Lüneburg überging. 1996 und 1997 gehörte es zu einer Wanderausstellung im Haus der Kunst in München, der Nationalgalerie in Berlin, dem Saint Louis Art Museum und der Tate Gallery. 1999 wurde es im Von der Heydt-Museum in Wuppertal im Rahmen einer Corinth-Ausstellung und 2009 erneut in der Österreichischen Galerie Belvedere in Wien gezeigt.

## Belege
1. 1 2 3 4 5 6 7 8  
Charlotte Berend-Corinth: Lovis Corinth: Die Gemälde. Neu bearbeitet von Béatrice Hernad. Bruckmann Verlag, München 1992, ISBN 3-7654-2566-4, S. 83.
2. 1 2 3 4 5 6 7 8  
Andrea Bärnreuther: Porträt des Ohm Friedrich Corinth. In: Peter-Klaus Schuster, Christoph Vitali, Barbara Butts (Hrsg.): Lovis Corinth. Prestel, München 1996, ISBN 3-7913-1645-1, S. 138–139.
3. 1 2  
Sabine Fehlemann: Lovis Corinth – Eine Ausstellung. In: Sabine Fehlemann (Hrsg.): Lovis Corinth. Ausstellung im Von der Heydt-Museum Wuppertal, 1. August bis 19. September 1999. Von der Heydt-Museum, Wuppertal 1999, S. 30.
4. 1 2  
Lovis Corinth: Selbstbiographie. Hirzel, Leipzig 1926; Erster Teil: Kindheit. S. 18–19. (Volltext bei zeno.org).
5. 1 2 3  
Charlotte Berend-Corinth: Lovis Corinth: Die Gemälde. Neu bearbeitet von Béatrice Hernad. Bruckmann Verlag, München 1992, ISBN 3-7654-2566-4, S. 55.
6. ↑  
Charlotte Berend-Corinth: Lovis Corinth: Die Gemälde. Neu bearbeitet von Béatrice Hernad. Bruckmann Verlag, München 1992, ISBN 3-7654-2566-4, S. 55–56.
7. ↑  
Horst Uhr: Lovis Corinth. California Press, Berkeley/Los Angeles 1990, ISBN 0-520-06776-2, S. 25–28.
8. 1 2  
Zdenek Felix (Hrsg.): Lovis Corinth 1858–1925. Publikation zur Ausstellung im Folkwang Museum Essen (10. November 1985 – 12. Januar 1986) und in der Kunsthalle der Hypno-Kulturstiftung München (24. Januar – 30. März 1986). DuMont Buchverlag, Köln 1985, ISBN 3-7701-1803-0.
9. ↑  
Ostpreußisches Landesmuseums Lüneburg: Adventskalendertürchen Nr. 15: Gemälde „Im Kuhstall“ von Lovis Corinth auf YouTube, 2022, abgerufen am 14. April 2023.
10. ↑  
Peter-Klaus Schuster, Christoph Vitali, Barbara Butts: Lovis Corinth. Saint Louis Art Museum, 1996, S. 138.
11. ↑  
Eröffnung der Ausstellung mit Bildern von Lovis Corinth im Belvedere am 24.3.09. (Memento des Originals vom 12. September 2017 im Internet Archive)  Info: Der Archivlink wurde automatisch eingesetzt und noch nicht geprüft. Bitte prüfe Original- und Archivlink gemäß Anleitung und entferne dann diesen Hinweis. abgerufen am 11. September 2017.